# 天主教卡南加總教區
天主教卡南加總教區（拉丁語：Archidioecesis Kanangana）是羅馬天主教以剛果民主共和國一個教省總教區，下轄七個教區。
2011年有教友1,895,000人，佔轄區總人口68.4%。教區下轄六十二個堂區，有183名司鐸。現任教區總主教為馬歇爾·馬迪拉·巴桑古卡。
1904年3月18日成立上開賽宗座監牧區。1917年6月13日升為宗座代牧區。1959年11月10日升為總教區。1972年6月14日易名至今。